# Augustin Calmet
Augustin Calmet, född den 26 februari 1672 i Ménil-la-Horgne, död den 25 oktober 1757 i Senones, var en fransk teolog och historiker. 
Calmet blev 1688 benediktinmunk, 1718 abbot i Nancy och 1728 i Senones. Hans främsta verk är La sainte bible en latin et en français avec un commentaire littéral et critique (23 kvartsband, 1707–1716; nya upplagor 1724 och 1729), Dictionnaire historique et critique, chronologique, géographique et littéral de la bible (1722–1728; senaste upplagan 1845–1846), som anses vara världens första bibellexikon, och Histoire ecclesiastique et civile de la Lorraine (1728 ff.), ett arbete som vittnar om grundlig historisk forskning.